# Молдавска Демократска Република
Молдавска Демократска Република (рум. Republica Democratică Moldovenească) је постојала од 15. децембра 1917. до 9. априла 1918. кад се ујединила са Краљевином Румунијом.
Молдавска Демократска Република настала је за турбулентних времена Руске револуције 1917. кад се распадала војска и у земљи завладала анархија.

## Историја
У Кишињеву тадашњем административном средишту Бесарабијске губерније је 21. новембра 1917. основана скупштина (рум. Sfatul Ţării — Савјет земље) у који су ушли заступници из редова молдавског војничког конгреса, молдавских земљопосједника и буржуазије, заступници су за предсједника изабрали Иона Инкулеца.
Скупштина је 15. децембра (2. децембар) 1917. прогласила 
Молдавску Демократску Републику, на територије дотадашње Бесарабијске губерније, као саставни дио Руске републике.
Са друге стране ни бољшевици нису мировали, тако да су 24. децембра 1917. (6. јануар) 1918) састали Бесарабијски губернијски извршни комитет совјета радничких и сељачких депутата, заједно са Президијумом извршног комитета Кишињевског совјета и 
Војним револуционарним комитетом јужног рејона румунског фронта, и одлучили основати — Револуционарни штаб совјетске војске Бесарабијске губерније. Тај штаб је 31. децембра 1917. (13. јануар 1918) покренуо акцију у којој су здружене снаге 
Црвене армије требало да заузму све важније објекте у Кишињеву.
Након тог се 1. јануара (14. јануара) 1918. Фронтовски одјељење централног извршног комитета совјета радника и војничких комитета румунског фронта, Црноморске флоте и Одешке губерније прогласио врховним ауторитетом у Бесарабијској губернији и на румунском фронту, укључујући Одешку Совјетску Републику.
Територију Бесарабијске губерније напала је 5. јануара (18. јануара) 1918. војска Украјинске Народне Републике, а 6. јануара (19. јануара) започела је своје нападачке операције и румунска војска, која је до средине марта 1918. потпуно заузела читаву Бесарабијску губернију. У међувремену је 18. фебруара Молдавска Демократска Република прогласила своју 
потпуну независност од Руске републике.
Скупштина је 27. марта (9. априла) 1918. изгласао да се Молдавска Демократска Република уједини са Краљевином Румунијом.
У априлу 1919. су 2. и 3. украјинска Црвена армија покренуле офанзиву на Бесарабију и до 11. маја заузеле бројна насеља на десној обали Дњестра, што је омогућило да се у Тираспољу оснује — Бесарабијска Совјетска Социјалистичка Република, у коју су ушли Тираспољски округ (Херсонска губернија), Балтски и Олгопољски округ (Подолска губернија).
Ослобођење од румунске окупације цијеле Бесарабијске губерније прекинуо је напад бјелоармејских оружаних снага Јужне Русије под командом генерала Дењикина, што је омогућило румунској војсци да у августу 1919. истјера све јединице Црвене армије изван граница Бесарабије па је 10. септембра и Привремена радничко-сељачка влада Бесарабије престала са радом.
У контексту румунске окупације и уз подршку румунске команде 10. децембра 1919. скупштине објавио уједињење Молдавске Демократске Републике са Краљевином Румунијом. Истога дана, скупштина и Молдавска Демократска Република су укинути декретом румунског краља Фердинанда.